# Komitee Kruisraketten Nee

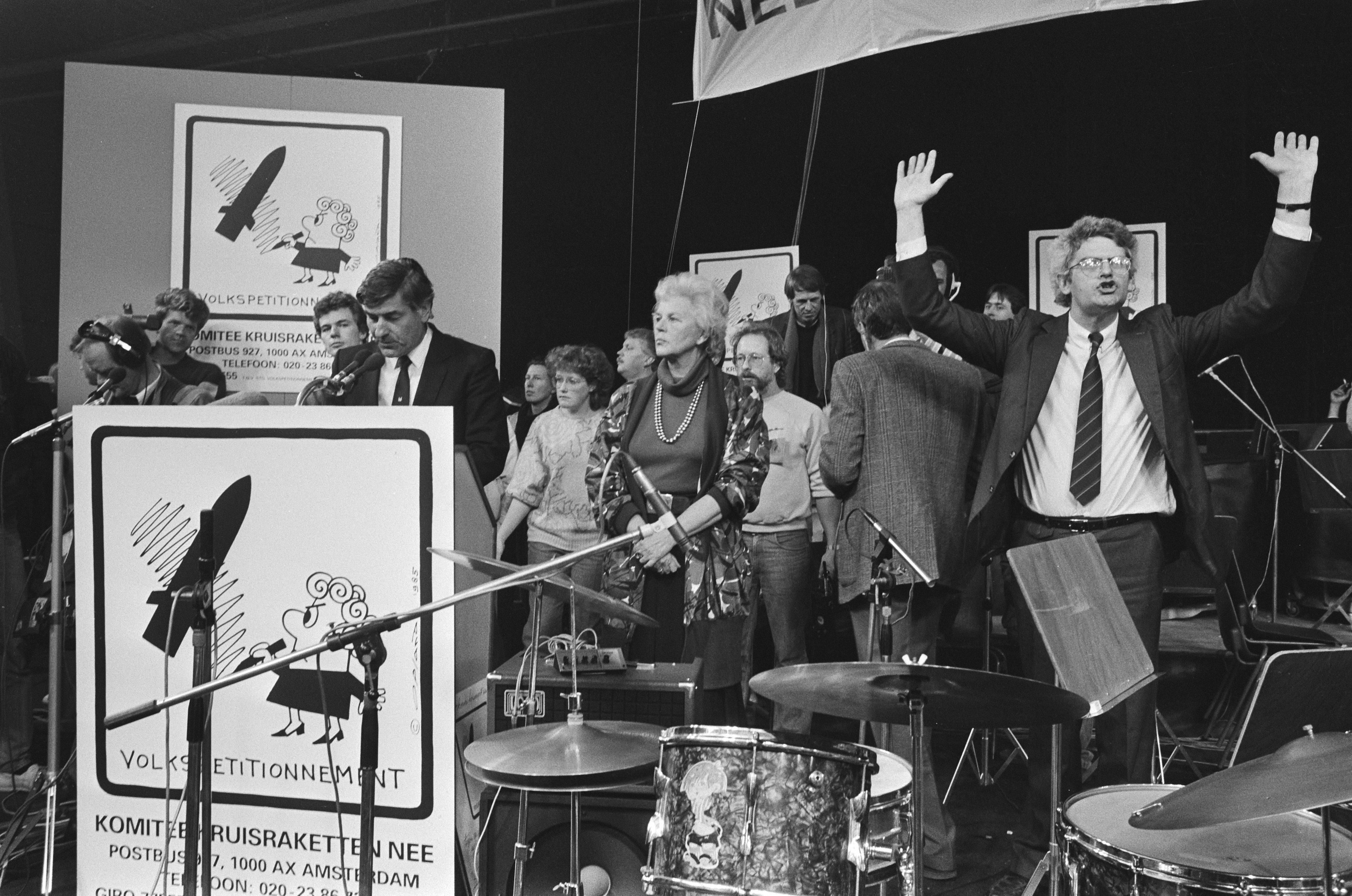
Strikwerda naast Lubbers tijdens de slotmanifestatie van het volkspetitionnement. Maarten van Traa (rechts) probeert het publiek tot stilte te manen. (26 oktober 1985)

Het Komitee Kruisraketten Nee is een Nederlandse actiegroep tegen de begin jaren tachtig door de Noord-Atlantische Verdragsorganisatie voorgenomen plaatsing van 48 Tomahawk-kruisvluchtwapens (kruisraketten) met kernkoppen in Woensdrecht. Deze beoogde plaatsing had, ter uitvoering van het NAVO-dubbelbesluit van 12 december 1979, een onderdeel moeten worden van de plaatsing van 572 middellangeafstandsraketten in vijf West-Europese landen, namelijk West-Duitsland, het Verenigd Koninkrijk, Italië, Nederland en België.
Na de door het IKV georganiseerde vredesdemonstratie van 21 november 1981 werd in 1982 het Komitee Kruisraketten Nee opgericht. Het Komitee bestond uit onder andere het IKV, de FNV, Pax Christi, Stop de Neutronenbom, de Vereniging van Dienstplichtige Militairen en de politieke partijen PvdA, D'66, CPN, PPR en PSP.
Voorzitter van het KKN werd Sienie Strikwerda, gesecondeerd door onder meer Mient Jan Faber en Maarten van Traa.
Het KKN organiseerde de antikernwapendemonstratie van 29 oktober 1983, de grootste demonstratie in Nederland ooit gehouden: in Den Haag waren circa 550.000 demonstranten op de been. In 1985 werd een petitie tegen de plaatsing van kruisraketten georganiseerd. Op 26 oktober 1985 werden 3,7 miljoen handtekeningen aan premier Lubbers aangeboden.
Het kabinet-Lubbers I stemde, mede onder invloed van de protesten, uiteindelijk slechts voorwaardelijk, en met twee jaar uitstel, met het NAVO-dubbelbesluit in: Nederland zou kruisraketten plaatsen indien de Sovjet-Unie op 1 november 1985 meer dan 378 SS-20-kernraketten zou hebben gestationeerd.
In 1987 werd in de onderhandelingen tussen de Verenigde Staten en de Sovjet-Unie een doorbraak bereikt. Op 8 december 1987 werd het INF-verdrag getekend. Als gevolg hiervan werd Nederland van de vijf beoogde plaatsingslanden het enige land waar geen kruisraketten zijn geplaatst.
Na 1985 is het Komitee Kruisraketten Nee als samenwerkingsverband in een slapende toestand gebracht. Bij het IKV en ook Pax Christi achtte men de tijd van massamobilisatie voorbij en kreeg het vredeswerk steeds meer de gestalte van een solidariteitsbeweging met de democratische oppositie in Oost-Europa, omdat in het succes daarvan volgens deze organisaties de sleutel lag van het streven naar nucleaire ontwapening. "Ontspanning van onderop" was hierbij het motto. Kleinere antimilitaristische en pacifistische organisaties gingen verder als Platform van Radicale Vredesgroepen, dat al eerder was opgericht. Door het uiteenvallen van de Sovjet-Unie na 1989 is het niveau van bewapening in Europa ver teruggebracht.